# Charles Flanagan (homme politique)
Pour les articles homonymes, voir Charles Flanagan.
Charles "Charlie" Flanagan, né le 1er novembre 1956, est un homme politique irlandais, député de la circonscription de Laois–Offaly depuis 2020 (il l'est également de 1987 à 2002, de 2007 à 2016 et de 2016 à 2020 pour la circonscription de Laois). Il est ministre de l'Enfance et des Affaires sociales en 2014, ministre des Affaires étrangères entre 2014 et 2017 puis ministre de la Justice et de l'Égalité de 2017 à 2020.